# Izrael-lobbi az Egyesült Államokban
Az Amerikai Egyesült Államokban működő Izrael-lobbi azoknak az egyéneknek és csoportoknak az összessége, akik az USA külpolitikáját Izrael-barát irányba igyekeznek befolyásolni. Megtalálhatóak köztük zsidó és nem zsidó személyek és szervezetek is.
Az amerikai Izrael-lobbit kritikusai gyakran vádolják azzal, hogy megpróbálja elhallgattatni az Izraelt bíráló kritikát az Egyesült Államokban. A lobbi tevékenységéről, befolyásának mértékéről éles viták folynak.

## Felépítése
Az Izrael-lobbi politikai szervezetekből, lobbicsoportokból, agytrösztökből és médiafigyelő csoportokból áll.
Michel Bard, a Zsidó Virtuális Könyvtár vezetője szerint a legfontosabb csoportok a következők:
- American Israel Public Affairs Committee (AIPAC), melyet az USA 5 legbefolyásosabb lobbiszervezetének egyikeként tartanak számon[2]
- Conference of Presidents of Major American Jewish Organizations, amely Bard szerint a "legfőbb kapcsolat a zsidó közösség és a kormány között"[1]

Ez a két szervezet igyekszik összegyűjteni, megszűrni és egységes módon képviselni a kisebb Izrael-barát lobbicsoportok, illetve az amerikai zsidóság különböző álláspontjait.

### Jobboldali csoportok
A chicagói egyetem kutatója, John Mearsheimer és a Harvardon dolgozó Stephen Walt sok vitát kavaró tanulmányukban (Az izraeli lobbi és az amerikai külpolitika – The Israel Lobby and U.S. Foreign Policy) azt állítják, hogy az Izrael-lobbiban a jobboldali csoportoknak van meghatározó szerepük. Ezek közé sorolják a két vezető szervezetet, az AIPAC-et és a Conference of Presidents of Major American Jewish Organizations-t, rajtuk kívül a Washington Institute for Near East Policy, az American Enterprise Institute, valamint a Hudson Institute agytrösztöket és a Committee for Accuracy in Middle East Reporting in America médiafigyelő szervezetet is.

### Keresztény cionizmus
Keresztény cionista szervezetek már a 19. századtól kezdve támogatták egy zsidó állam létrehozását Palesztinában. Az utóbbi évtizedekben a mintegy 40 milliósra becsült evangéliumi keresztény mozgalmak politikai aktivizálódásával külpolitikai befolyásuk is nőtt. A mozgalmak több kritikusa szerint mostanra nem a zsidó, hanem a keresztény szervezetek váltak az Izrael-lobbi legbefolyásosabb és legradikálisabb, az izraeli politikát legaktívabban támogató részévé.
Az amerikai jobboldal több prominens protestáns illetve újkeresztény vallási vezetője, mint például – az USA egyik legbefolyásosabb televangelistája, Pat Robertson, vagy a közelmúltban elhunyt Jerry Falwell – is keresztény cionista nézeteket vall, vallott.

## Módszerei

### Fellépés Izrael kritikájával szemben
Mearsheimer és Walt elemzésükben arra a megállapításra jutottak, hogy „a lobbi természetesen nem akar nyílt vitát folytatni az USA s Izrael kapcsolatáról, mert az oda vezethet, hogy az amerikaiak megkérdőjelezik a jelenlegi támogatások mértékét”, annak helyességét, illetve roppant sikeres úgy általában saját kritikusainak elnyomásában
Jimmy Carter volt amerikai elnök Palestine Peace Not Apartheid (Palesztina, Apartheid helyett béke) című, Izraelnek a palesztin területen folytatott politikáját bíráló könyv szerzője, a Los Angeles Timesban megjelent publicisztikájában azt írja:
„A Palesztinát és a izraeli békéhez vezető utat érintő számos vitás kérdésben intenzív vita folyik a világ számos országában és Izraelen belül is – az Egyesült Államokban viszont nem. Az utóbbi harminc évben tanúja voltam és magam is megtapasztaltam, milyen korlátok akadályozzák az ezzel kapcsolatos szabad, kiegyensúlyozott vitát. Az ok, amiért vonakodnak kritizálni az izraeli kormány politikáját, az American-Israel Political Action Committee rendkívül sikeres lobbitevékenysége és az, hogy hiányoznak kiemelkedő kritikusok a másik oldalon. […] Amit még nehezebb megérteni, az az, hogy a nagyobb hetilapok és magazinok publicisztikái ugyanilyen önmérsékletet tanúsítanak a témában, ami élesen szembenáll a levelezési rovatukba a Szentföldről érkező határozott véleményekkel.”
A zsidó származású amerikai milliárdos, Soros György a következőket írta:

„Én nem hiszek az Izrael ellenségei által terjesztett legendákban és nem okolom a zsidókat az antiszemitizmusért. Az antiszemitizmus megelőzte Izrael megalakulását. Sem Izrael politikáját, sem annak kritikusait nem lehet felelőssé tenni az antiszemitizmusért. Ugyanakkor az Izraelhez való hozzáállást befolyásolja Izrael politikája, a zsidó közösséghez való hozzáállást pedig a pro-Izrael lobbi sikere az eltérő nézőpontok elhallgattatásában.”

## Viták

### Viták a Mearsheimer-Walt tanulmánnyal kapcsolatban
John J. Mearsheimer (University of Chicago) és Stephen M. Walt (Harvard University, Kennedy School of Government) professzorok által 2006 márciusában megjelentetett részletesen kidolgozott, tudományos alapú tanulmányában, melynek címe Az Izrael-lobbi és az Egyesült Államok külpolitikája (The Israel Lobby and U.S. Foreign Policy) arra a megállapításra jut, hogy habár más, gazdasági lobbiknak is sikerült már a maguk javára formálni valamelyest az Egyesült Államok külpolitikáját, a pro-izraeli lobbiszervezeteknek sikerült azt annak nemzeti érdekeitől a legmesszebb vezérelnie eddig.
Példának hozzák fel, hogy az USA, saját biztonságát félretolva segíti Izraelt a palesztinok (és az arabok, iszlám fundamentalisták) elleni háborújában, alaposan és részletesen taglalják az USA Izraelnek juttatott anyagi és egyéb támogatásait, melyek a második világháború óta eltelt több, mint 60 évben összesen 140 milliárd (évi 3 milliárd) dollárt tettek ki (Izrael teljes lakosságára elosztva ez fejenként 500 dollár). Az amerikaiaknak azon döntése, hogy az 1973-as Jom kippuri háború idején 2,2 milliárd dolláros azonnali katonai segítséget nyújtottak Izraelnek, indította be az OPEC olajembargóját, amely jelentős károkat okozott a nyugati gazdaságoknak, melyen túl az izraeli hadsereg sem tudta megvédelmezni az USA közel-keleti érdekeit.
A két professzor szerint az amerikai zsidó lobby negatív befolyással van az amerikai külpolitikára, mert az USA érdekeit az izraeli érdekeknek rendeli alá, és jóvátehetetlenül megrontja az USA viszonyát az arab államokkal. „Emellett, a lobby kampánya, hogy elfojtsa a vitát Izraelről nem egészséges a demokráciára nézve. A kételkedők elhallgattatása feketelisták gyártásával és bojkottal – vagy annak sugalmazásával, hogy a bírálók antiszemiták – sérti a nyílt vita elvét, amelytől a demokrácia léte függ. Az USA Kongresszusának képtelensége, hogy valódi vitát folytasson ezekről a létfontosságú ügyekről megbénítja a teljes demokratikus eszmecsere folyamatát. Izrael támogatói szabadon kell, hogy előadhassák ügyüket, de a velük egyet nem értőknek is lehetőséget kell teremteni a kifogásaik ismertetésére. Sőt, azoknak, akik hisznek a szólásszabadságban és a fontos közérdekű ügyek nyílt megvitatásának szükségességében, határozottan el kell utasítaniuk a viták elfojtását megfélemlítés által.”
Dershowitz válasza:  bemutatja, hogy a dolgozat három fő hibája: az idézeteket kiragadja szövegkörnyezetükből; fontos tényeket elhagy vagy meghamisítva mutat be; kínosan gyenge logikájú. A szerzők egyike elismerte, hogy „egyetlen bizonyíték sem eredeti dokumentáción vagy független jelentésen nyugszik”.